# 傳藝類最佳作詞獎 (金曲獎)
傳藝金曲獎傳藝類最佳作詞獎是由國立傳統藝術中心在臺灣舉辦的現行頒發獎項。

## 歷屆得獎暨入圍名單
|  | 獲獎者 |

### 最佳作詞獎（第8屆～第24屆）
| 年份 （屆次）   | 入圍作品                                                                 |
| --------------- | ------------------------------------------------------------------------ |
| 1997 （第8屆）  | 從缺                                                                     |
| 1998 （第9屆）  | 高仁河 《大地之子》                                                      |
| 1998 （第9屆）  | 何訓田／《信徒》                                                         |
| 1998 （第9屆）  | 黃錫經（黃石）／《獨夢》                                                 |
| 1999 （第10屆） | 愚溪 《夢一般的大海》                                                    |
| 1999 （第10屆） | 愚溪／《嚴密睡蓮》                                                       |
| 1999 （第10屆） | 愚溪／《月光古鏡》                                                       |
| 1999 （第10屆） | 愚溪／《光明之歌》                                                       |
| 2000 （第11屆） | 愚溪 《晚紅》                                                            |
| 2000 （第11屆） | 羅北安／《長大一點點》                                                   |
| 2000 （第11屆） | 鍾永豐／《我等就來唱山歌》                                               |
| 2000 （第11屆） | 耶引／《手裡的風箏線》                                                   |
| 2001 （第12屆） | 蕭澤倫 《行諸路裡》                                                      |
| 2001 （第12屆） | 李子恆／《雨簷》                                                         |
| 2001 （第12屆） | 星雲大師／《拉達克的聲音》                                               |
| 2001 （第12屆） | 楊玉欣／《我》                                                           |
| 2001 （第12屆） | 愚溪／《願 與你心相投》                                                  |
| 2002 （第13屆） | 鄭智仁 《天頂的星》                                                      |
| 2002 （第13屆） | 陳建名／《蕃薯仔子》                                                     |
| 2002 （第13屆） | 愚溪／《沈思者》                                                         |
| 2002 （第13屆） | 烏仁娜／《駱駝的步態》                                                   |
| 2002 （第13屆） | 郭孟雍、王端正／《人有二十難》                                           |
| 2003 （第14屆） | 陳建名 《不要說話》                                                      |
| 2003 （第14屆） | 李蝶菲／《爸媽的手》                                                     |
| 2003 （第14屆） | 許雅民／《世紀歸零為環保而唱》                                           |
| 2003 （第14屆） | 王端正／《父母恩重難報經》                                               |
| 2003 （第14屆） | 葉薇心／《眼光》                                                         |
| 2004 （第15屆） | 愚溪 《序曲：儼然未散靈山會 郁乎方濃趙州茶》                             |
| 2004 （第15屆） | 林奐均／《你是我最愛》                                                   |
| 2004 （第15屆） | 白聆／《打鑼兼摃鼓》                                                     |
| 2005 （第16屆） | 施文炳 《鹿港懷古》                                                      |
| 2005 （第16屆） | 李子恆／《答案》                                                         |
| 2005 （第16屆） | 李泰祥／《都蘭的大眼睛》                                                 |
| 2006 （第17屆） | 高俊明 《莿帕互火燒》                                                    |
| 2006 （第17屆） | 愚溪／《我愛塗鴉》                                                       |
| 2006 （第17屆） | 樊光耀／《二不合唱》                                                     |
| 2006 （第17屆） | 劉增鍇、朱德剛／《很難說的國語》                                         |
| 2006 （第17屆） | 陳逸豪／《蝴蝶》                                                         |
| 2006 （第17屆） | 蔣勳／《路上》                                                           |
| 2007 （第18屆） | 黃靜雅 《春天佇陀位》                                                    |
| 2007 （第18屆） | 姚謙／《思念之歌》                                                       |
| 2007 （第18屆） | 陳峰蓉／《親愛的孩子》                                                   |
| 2007 （第18屆） | 鄭仁宗／《輸輸啊贏》                                                     |
| 2008 （第19屆） | 鄭愁予 《一碟兒詩話》                                                    |
| 2008 （第19屆） | 陳維斌／《桐花圓舞曲》                                                   |
| 2008 （第19屆） | 鄭愁予／《旅夢》                                                         |
| 2009 （第20屆） | 李子恆 《成長》                                                          |
| 2009 （第20屆） | 吳東晟、李靜芳／《琴棋書畫－〔花弄影〕〔良夜之歌〕〔四季調〕〔探郎君〕》 |
| 2009 （第20屆） | 蘭若／《紫羅蘭》                                                         |
| 2009 （第20屆） | 陳樂融、梁志民／《獨自一個人唱歌》                                       |
| 2009 （第20屆） | 吳登居／《枋寮尚美兮》                                                   |
| 2010 （第21屆） | 王安祈 《青塚前的對話》                                                  |
| 2010 （第21屆） | 路寒袖／《阿媽的白頭鬃》                                                 |
| 2010 （第21屆） | 向陽／《世界恬靜落來的時》                                               |
| 2010 （第21屆） | 陳黎／《雪上足印》                                                       |
| 2010 （第21屆） | 楊忠衡／《夾在書頁的信》                                                 |
| 2011 （第22屆） | 林夕 《春秋配》                                                          |
| 2011 （第22屆） | 李靜芳／《牽囝的手摸心肝》                                               |
| 2011 （第22屆） | 席慕蓉／《盼望》                                                         |
| 2012 （第23屆） | 向陽 《秋風讀未出阮的相思》                                              |
| 2012 （第23屆） | 特古斯／《迷路的羊羔》                                                   |
| 2012 （第23屆） | 陳宣甫／《東方美人》                                                     |
| 2012 （第23屆） | 胡德夫／《牛背上的小孩》                                                 |
| 2012 （第23屆） | 陳建年／《雙河戀》                                                       |
| 2013 （第24屆） | 曾永義 《梁山伯與祝英台》                                                |
| 2013 （第24屆） | 翁志文／《戀愛歌》                                                       |
| 2013 （第24屆） | 周美玲、陳明章／《歌妓祭鬼》                                             |
| 2013 （第24屆） | Edgar L. Macapili 萬益嘉／《Pasubug-a Akey 像鷹飛騰》                    |
| 2013 （第24屆） | 林兮、飛天／《桃花。一朵》                                               |

### 最佳創作類（第25屆～第27屆）
| 年份 （屆次）   | 入圍作品                                                                                |
| --------------- | --------------------------------------------------------------------------------------- |
| 2014 （第25屆） | 賴德和 《悲歌》                                                                         |
| 2014 （第25屆） | 蕭泰然／《福爾摩沙三重奏》                                                              |
| 2014 （第25屆） | 楊聰賢／《讚竹》                                                                        |
| 2014 （第25屆） | 洪千惠／《默娘傳奇》                                                                    |
| 2014 （第25屆） | 余光中／《答案》                                                                        |
| 2015 （第26屆） | 馬水龍 鄭秋美、簡光雄 《鴻門宴》(馬水龍《霸王虞姬》交響組曲) 《美麗的故鄉太魯閣》(東拓) |
| 2015 （第26屆） | 鍾耀光／《北管交響曲》(樂典10—楊聰賢、洪崇焜、曾毓忠、鍾耀光)                           |
| 2015 （第26屆） | 洪崇焜／《Vox Naturae》(樂典10—楊聰賢、洪崇焜、曾毓忠、鍾耀光)                          |
| 2015 （第26屆） | 周夢蝶／《行到水窮處》(《願》冉天豪合唱創作集)                                          |
| 2015 （第26屆） | 劉至軒／《阿斯圖里亞斯》(韻迴30—輝煌時光)                                               |
| 2015 （第26屆） | 李文智 Peter Lee／《Regina Pretioso》(Greensleeves 綠袖子)                              |
| 2016 （第27屆） | 陸橒 錢南章 李哲藝 《陣》 《小河淌水》 《月夜愁》                                       |
| 2016 （第27屆） | 柯芳隆／《鑼聲》                                                                        |
| 2016 （第27屆） | 眭澔平／《悲歡小夜曲》                                                                  |
| 2016 （第27屆） | 陳怡蒨／《龍船》                                                                        |

### 最佳創作獎作詞類（第28屆、第29屆）
| 年份 （屆次）   | 入圍作品                                  |
| --------------- | ----------------------------------------- |
| 2017 （第28屆） | 向陽 《阿爹的飯包》                       |
| 2017 （第28屆） | 梁越玲／《釧兒》                          |
| 2018 （第29屆） | 賴美貞、路寒袖 《李天祿的四個女人第二幕》 |
| 2018 （第29屆） | 史茵茵／《送給阿嬤的歌》                  |
| 2018 （第29屆） | 王友蘭／《蘇州彈詞<夢榜>》                |

### 最佳作詞獎（第30屆～至今）
| 年份 （屆次）                      | 入圍作品                                                             |
| ---------------------------------- | -------------------------------------------------------------------- |
| 2019 （第30屆）                    | 李敏勇 《傷痕之歌》                                                  |
| 2019 （第30屆）                    | 向陽／《咬舌詩》                                                     |
| 2019 （第30屆）                    | 洛夫／《煙之外》                                                     |
| 2019 （第30屆）                    | 洛夫／《因為風的緣故》                                               |
| 2019 （第30屆）                    | 許丕龍／《思親吟》                                                   |
| 2020 （第31屆）                    | 黃瑩 《花漾南瀛》                                                    |
| 2020 （第31屆）                    | 金承志／《落霞集》                                                   |
| 2020 （第31屆）                    | 葉日松／《往事回航 夢裡停靠》                                        |
| 2020 （第31屆）                    | 葉日松／《林田山煙雲》                                               |
| 2020 （第31屆）                    | 劉建幗、江佩玲／《兵臨城下》                                         |
| 2021 （第32屆）                    | Uma Talavan（萬淑娟） 《來行這條路》                                 |
| 2021 （第32屆）                    | Edgar L. Macapili（萬益嘉）／《Darang tu Ina Nay yan走向母親的國度》 |
| 2021 （第32屆）                    | 李陳福／《就這樣開始了》                                             |
| 2021 （第32屆）                    | 陳黎／《夢遊女》                                                     |
| 2021 （第32屆）                    | 鄭智仁／《阿爸的風吹》                                               |
| 2022 （第33屆）                    | 陳高志 《彼岸花開時》                                                |
| 2022 （第33屆）                    | 陳高志／《相約十五暝》                                               |
| 2022 （第33屆）                    | 游源鏗／《臺灣眼世界心──環球遊記》                                   |
| 2022 （第33屆）                    | 楊秀卿／《現代勸世歌》                                               |
| 2022 （第33屆）                    | 葉薇心／《有禰》                                                     |
| 2023 （第34屆）                    | 陳維斌 《人生七章》                                                  |
| 2023 （第34屆）                    | 周定邦／《恆春民謠國寶朱丁順傳奇》                                   |
| 2023 （第34屆）                    | 周定邦／《琴字入心肝》                                               |
| 2023 （第34屆）                    | 梁越玲／《第一幕：蔥仔出頭天》                                       |
| 2023 （第34屆）                    | 梁越玲／《第三幕：蔥仔的世界地圖》                                   |
| 2024 （第35屆）                    | 曾永義 《水調歌頭》                                                  |
| 2024 （第35屆）                    | 王友輝／《執子之手》                                                 |
| 2024 （第35屆）                    | 李宥穎／《花 Blossom》                                               |
| 2024 （第35屆）                    | 曾永義／《點滴情懷》                                                 |
| 2024 （第35屆）                    | 路寒袖／《針》                                                       |
| 2025 （第36屆）                    |                                                                      |
| 劉亮延／《品畫辨龍蛇》             |                                                                      |
| 路寒袖／《消失的國度──詩寫大肚王》 |                                                                      |
| 周定邦／《台灣地名相觸歌》         |                                                                      |
| 羅妍婷／《Dunes 沙丘》             |                                                                      |

## 外部連結
- 國立傳統藝術中心 （页面存档备份，存于）
- 第35屆傳藝金曲獎 （页面存档备份，存于）
- 傳藝金曲獎的Facebook專頁